# Erik Lindberg
Erik Lindberg Christensen (født 20. oktober 1914 i Gjern, død 30. januar 2007) var en dansk maler. 
Erik Lindberg boede hele sit liv i Gjern – nærmere betegnet Holmstol – og var i sine unge dage nærmest elev af Erik Raadal. Han arbejdede også som cykelhandler, mekaniker og fabrikant; og han var menighedsrådsformand og grundlægger af en lokal KFUM-spejdertrop.
Han debuterede på Charlottenborg først i 1930'erne og fejrede sit 70-års-kunstnerjubilæum på Gjern Kultur- og Idrætscenter i 2000. Udstillingen var arrangeret af Fyhns Galleri.
Erik Lindberg mestrede flere genrer helt fra det naturalistiske til det abstrakte.
Han har malet utallige billeder fra Gjern – men også fra Skagen, hvor han ofte ferierede med sin hustru Oda, født Pedersen.
Efter Erik Lindbergs eget udsagn ligger det abstrakte hans sind nærmest, og han var aktiv med penslen, til han flyttede ind på Karolinelundcenteret i Gjern med sin kone i 2004.